# 張燕 (古箏家)
張燕（1945年—1996年），中國音樂家。浙江箏派主要傳人之一。

## 生平
1956年進入上海音樂學院學鋼琴，後來改學古箏，師承王巽之。在學期間和同學王昌元、孫文妍、范上娥、項斯華等人，協助王巽之記譜整理浙江箏曲，並編寫了上海音樂學院第一部古箏系列教程。古琴家成公亮亦為其同學。
於1990年定居台灣，先後應聘於前國立臺灣藝術專科學校與中國文化大學中國音樂學系（當時是音樂系國樂組）。

## 主要作品
- 《東海漁歌》
- 《瀏陽河》
- 《洪湖水浪打浪》
- 《草原英雄小姐妹》
- 《豐收鑼鼓》（箏二重奏）
- 《百花吟》（箏三重奏）
- 《火把節之夜》（箏三重奏）
- 《漁舟唱晚》（箏三重奏）
- 《孔雀飛舞》（箏三重奏）
- 《霍拉舞曲》（箏三重奏）
- 《櫻花》（箏與鋼琴）
- 《傜族舞曲》（箏與鋼琴）
- 《美湖之詩》（箏與大笛）
- 《一點金》（箏二重奏）
- 《昭君怨》（箏二重奏）
- 《將軍令》（箏與小樂隊）
- 《雨絲》（箏與合成音樂）
- 《寶貝》（箏與合成音樂）